# Лехово (Болгария)
Лехово (болг. Лехово) — село в Благоевградской области Болгарии. Входит в состав общины Сандански. Находится примерно в 24 км к юго-востоку от центра города Сандански и примерно в 75 км к юго-востоку от центра города Благоевград. По данным переписи населения 2011 года, в селе  проживало 9 человек, преобладающая национальность — болгары.

## Население
| Год     | 1934 | 1946 | 1956 | 1965 | 1975 | 1985 | 1992 | 2001 | 2011 |
| ------- | ---- | ---- | ---- | ---- | ---- | ---- | ---- | ---- | ---- |
| Жителей | 307  | 456  | 378  | 205  | 62   | 36   | 21   | 18   | 9    |

|  |